# Bredemeyera
Bredemeyera es un género de plantas con flores perteneciente a la familia  Polygalaceae. Comprende 56 especies.
Especies seleccionadas
- Bredemeyera acerosa
- Bredemeyera acuminata
- Bredemeyera altissima
- Bredemeyera aphylla
- Bredemeyera autrani

Sinónimo
- Hualania